# Дрижчаный, Игорь Васильевич
И́горь Васи́льевич Дрижча́ный (укр. Ігор Васильович Дріжчаний, род. 19 октября 1961) — украинский политический и государственный деятель. Председатель Службы безопасности Украины (8 сентября 2005 — 22 декабря 2006). Генерал армии Украины.

## Биография
- Родился 19 октября 1961 года в г. Киеве.
- В 1983 году окончил с отличием Киевский государственный университет им. Т. Г. Шевченко.
- С 1983 по 2003 год работал в органах прокуратуры :
- 1983—1987 гг. — следователь, старший следователь прокуратуры Ленинградского района г. Киева, прокурор следственного управления, старший следователь прокуратуры г. Киева.
- 1987—1993 гг. — прокурор отдела, заместитель начальника отдела надзора за соблюдением законов о национальной безопасности, государственной границе и таможенном деле Генеральной прокуратуры Украины.
- 1993—2000 гг. — старший помощник Генерального прокурора Украины, старший помощник Генерального прокурора по особым поручениям-начальник отдела международно-правовых связей; начальник международно-правового управления — старший помощник Генерального прокурора Украины.
- 2000—2002 гг. — начальник управления международно-правовых связей, экстрадиции и доверенностей Генеральной прокуратуры Украины.
- С апреля 2002 по ноябрь 2003 года — заместитель Генерального прокурора Украины—начальник Главного управления организационного и правового обеспечения Генеральной прокуратуры Украины, член коллегии Генеральной прокуратуры Украины.
- С февраля 2004 года — заместитель Председателя Службы безопасности Украины, член коллегии СБУ.
- С сентября 2005 года — Председатель Службы безопасности Украины, генерал-полковник (12 декабря 2005).
- 30 ноября 2006 года — освобождён от должности Председателя Службы безопасности Украины, назначен заместителем секретаря Совета национальной безопасности и обороны Украины, присвоено воинское звание генерал армии Украины.
- 29 октября 2007 года — снят с занимаемой должности.
- В апреле 2008 года уволен в отставку с военной службы по состоянию здоровья с правом ношения военной формы.

## Специальные звания
Генерал-лейтенант юстиции, Заслуженный юрист Украины, Почетный работник прокуратуры Украины, Государственный советник юстиции 2 класса (август 2003).

## Семейное положение
Состоит в браке, имеет дочь.